# Jacques Vonk
Jacobus Franciscus Jozef (Jacques) Vonk (Rotterdam, 16 april 1923 – Ermelo, 30 juli 2000) was een Nederlands schilder, tekenaar en glazenier.

## Leven en werk
Vonk was een zoon van groentehandelaar en Catharina Baars. Hij werd opgeleid aan de Vrije Academie in Den Haag en de Jan van Eyck Academie in Maastricht. Hij won als student de Prix d'Excellance (1954) van de gemeente Maastricht. Vonk schilderde en tekende en maakte landschappen, figuurvoorstellingen en stillevens. Hij maakte daarnaast glas-in-loodramen, die opvallen door hun eenvoud en eenheid met de architectuur. In de gerestaureerde kerken in Schinnen, Hoensbroek en Venlo komt zijn werk het best tot uiting.
Vonk was aangesloten bij de Federatie van Verenigingen van Beroeps Beeldende Kunstenaars en Scheppend Ambacht Limburg.

## Werken (selectie)
- vijf ramen voor het koor (1953) en zes ramen voor de zijbeuken (1961) van de Sint-Dionysiuskerk in Schinnen
- beglazing (1956) van de Onze-Lieve-Vrouw van Altijddurende Bijstandkerk in Heilust
- glas-in-loodramen (1957-1959) voor de kapel van klooster Mariaweide in Venlo
- dertien ramen (1958) voor de Sint-Janskerk in Hoensbroek

## Afbeeldingen

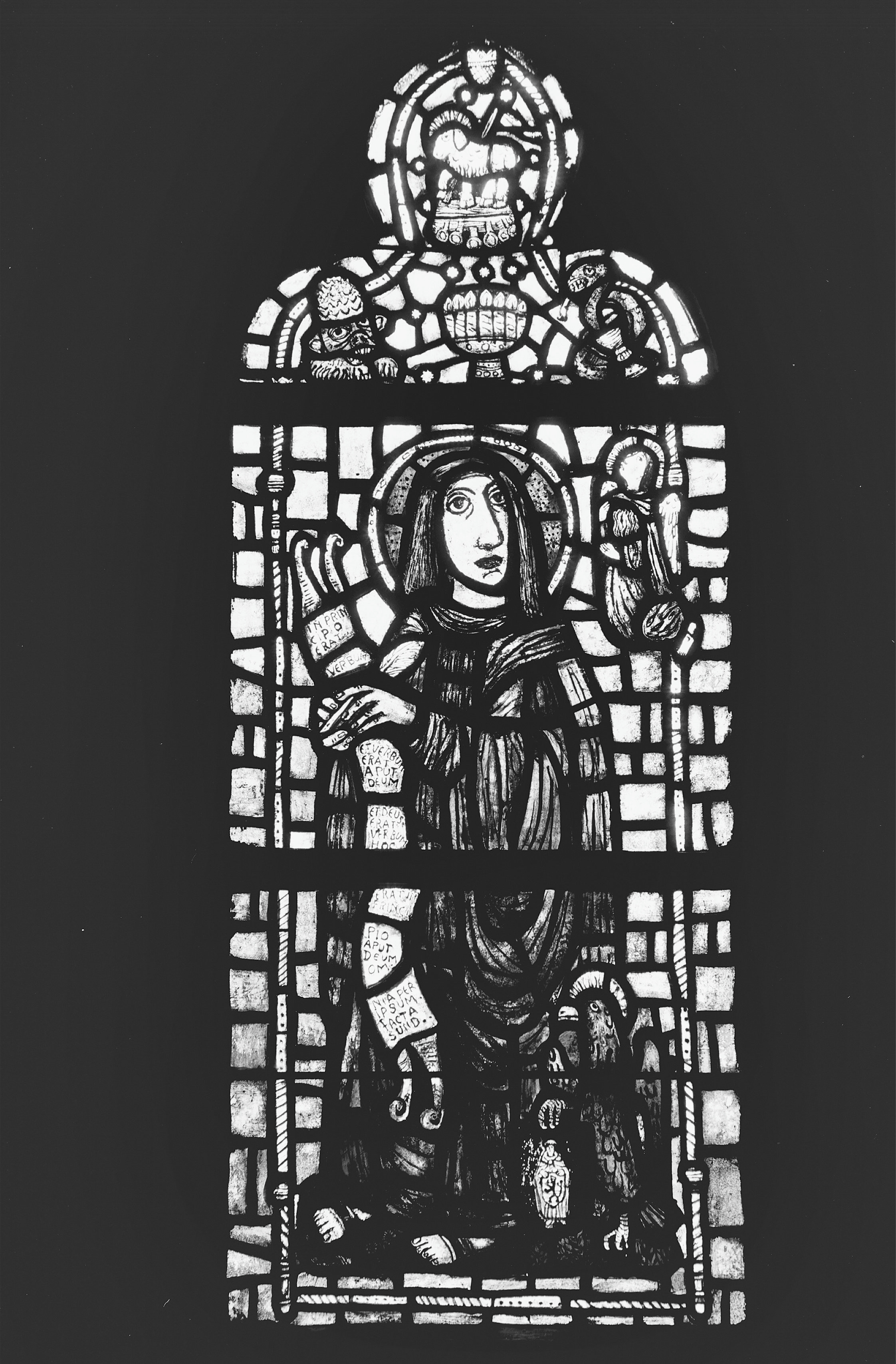
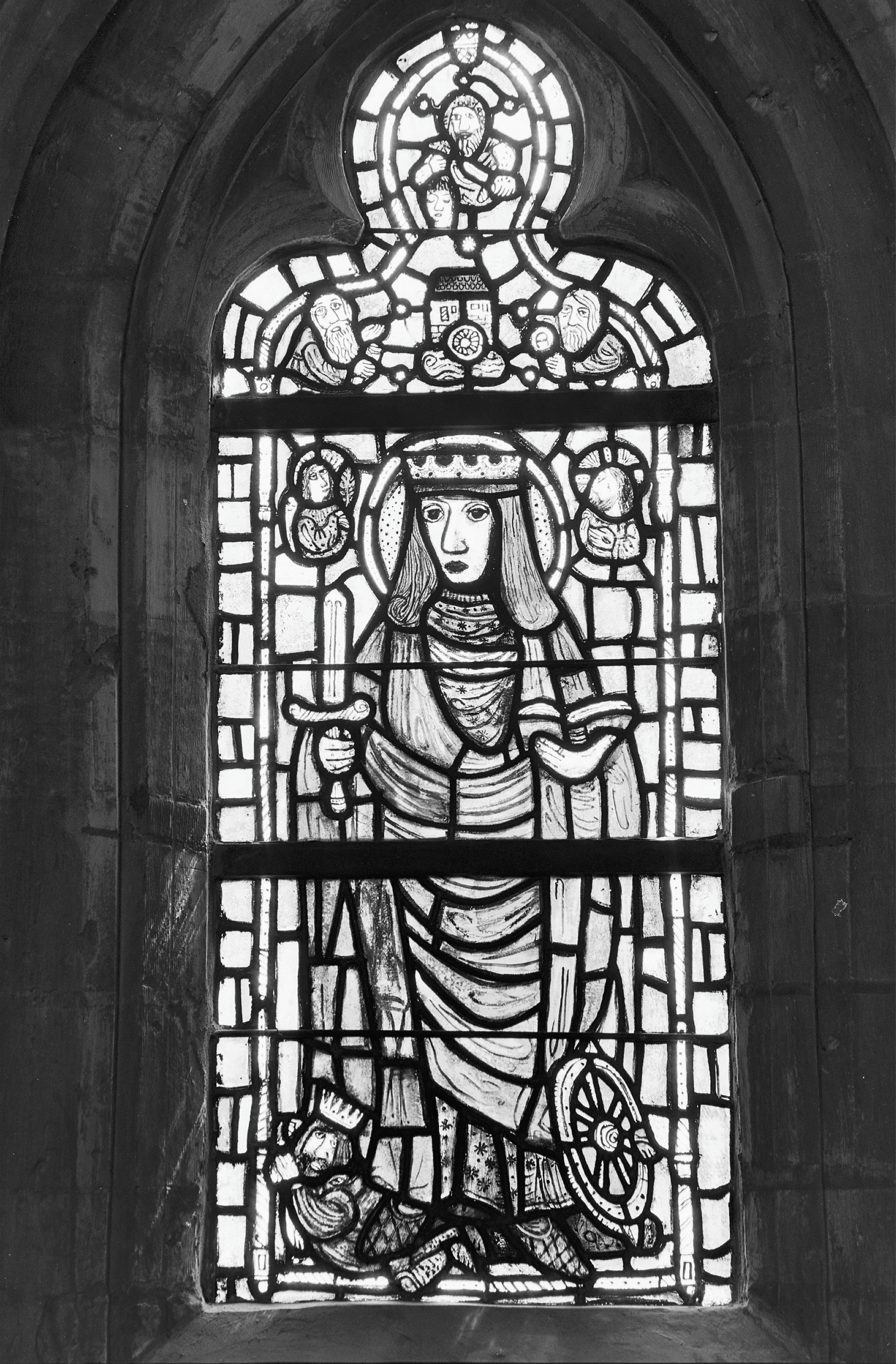
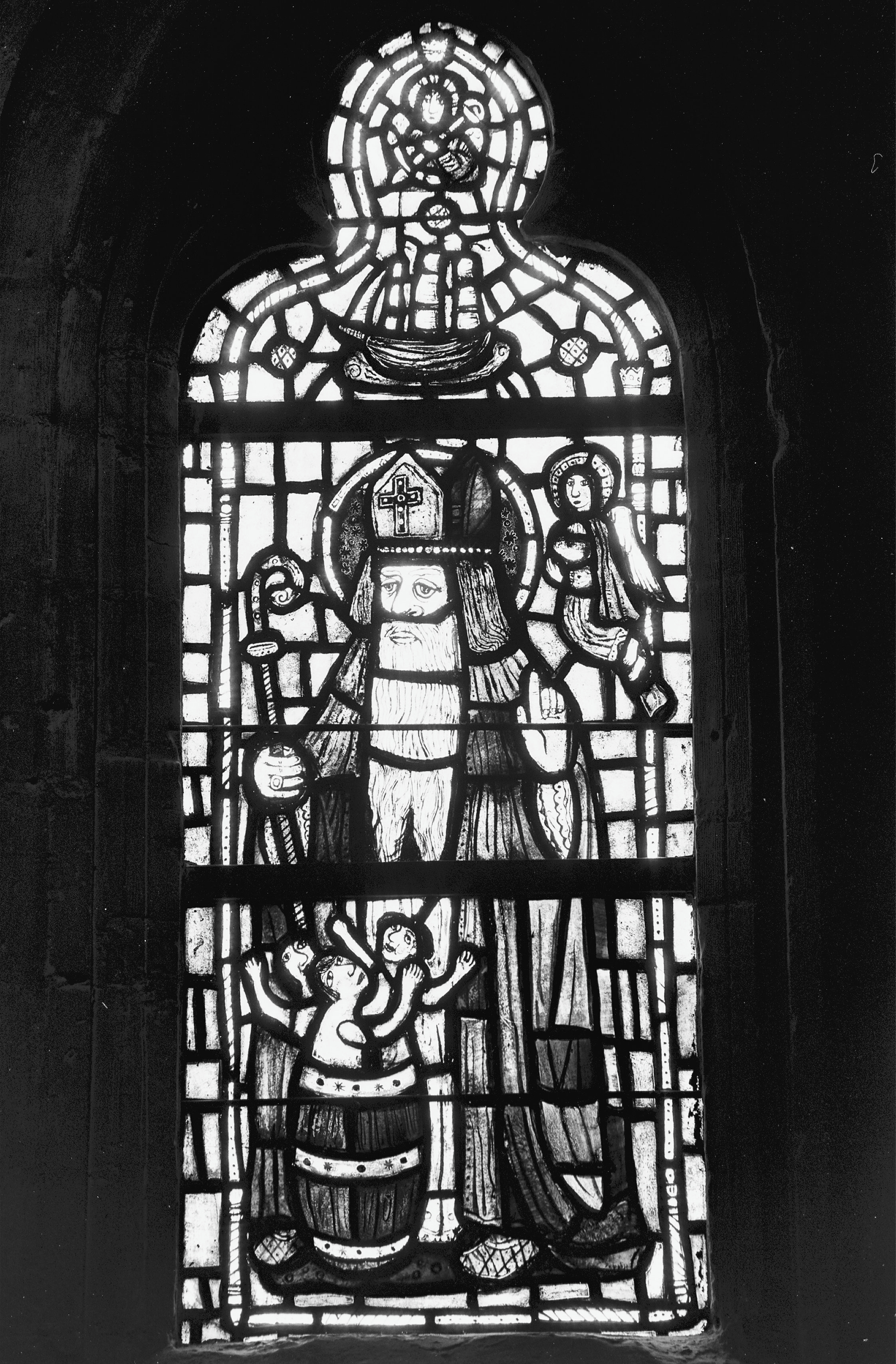